# Giraumont (Meurthe-et-Moselle)
Giraumont ist eine französische Gemeinde mit 1.370 Einwohnern (Stand 1. Januar 2022) im Département Meurthe-et-Moselle in der Region Grand Est (vor 2016 Lothringen). Sie gehört zum Arrondissement Val-de-Briey und ist Mitglied im Gemeindeverband Communauté de communes Orne Lorraine Confluences. Die Bewohner werden Giraumontois und Giraumontoises genannt.

## Geografie
Die lange vom Steinkohlenbergbau geprägte Gemeinde Giraumont liegt etwa 20 Kilometer westnordwestlich von Metz. Die Orne begrenzt die Gemeinde im Norden. Umgeben wird Giraumont von den Nachbargemeinden Hatrize im Nordwesten und Norden, Moineville im Nordosten, Jouaville im Osten und Südosten, Doncourt-lès-Conflans im Süden, Jarny im Südwesten sowie Labry im Westen. Zu Giraumont gehören die ehemaligen Bergbausiedlungen Cité du Bouchot und Cité du Marquis.

## Bevölkerungsentwicklung
| Jahr                       | 1962 | 1968 | 1975 | 1982 | 1990 | 1999 | 2006 | 2019 |
| Einwohner                  | 2064 | 1826 | 1509 | 1186 | 1137 | 1171 | 1178 | 1346 |
| Quellen: Cassini und INSEE |      |      |      |      |      |      |      |      |

## Sehenswürdigkeiten
- Pfarrkirche Saint-Nicolas, 1929 erbaut
- Kapelle Saint-Nicolas
- Burg Tichémont aus dem 14. Jahrhundert, in ein Schloss im 16. und 19. Jahrhundert umgebaut, Tor aus dem 15. Jahrhundert, Orangerie von 1824. Anlage seit 1996 in Teilen als Monument historique eingeschrieben
- Schloss Vallières im 19. Jahrhundert neu gebaut

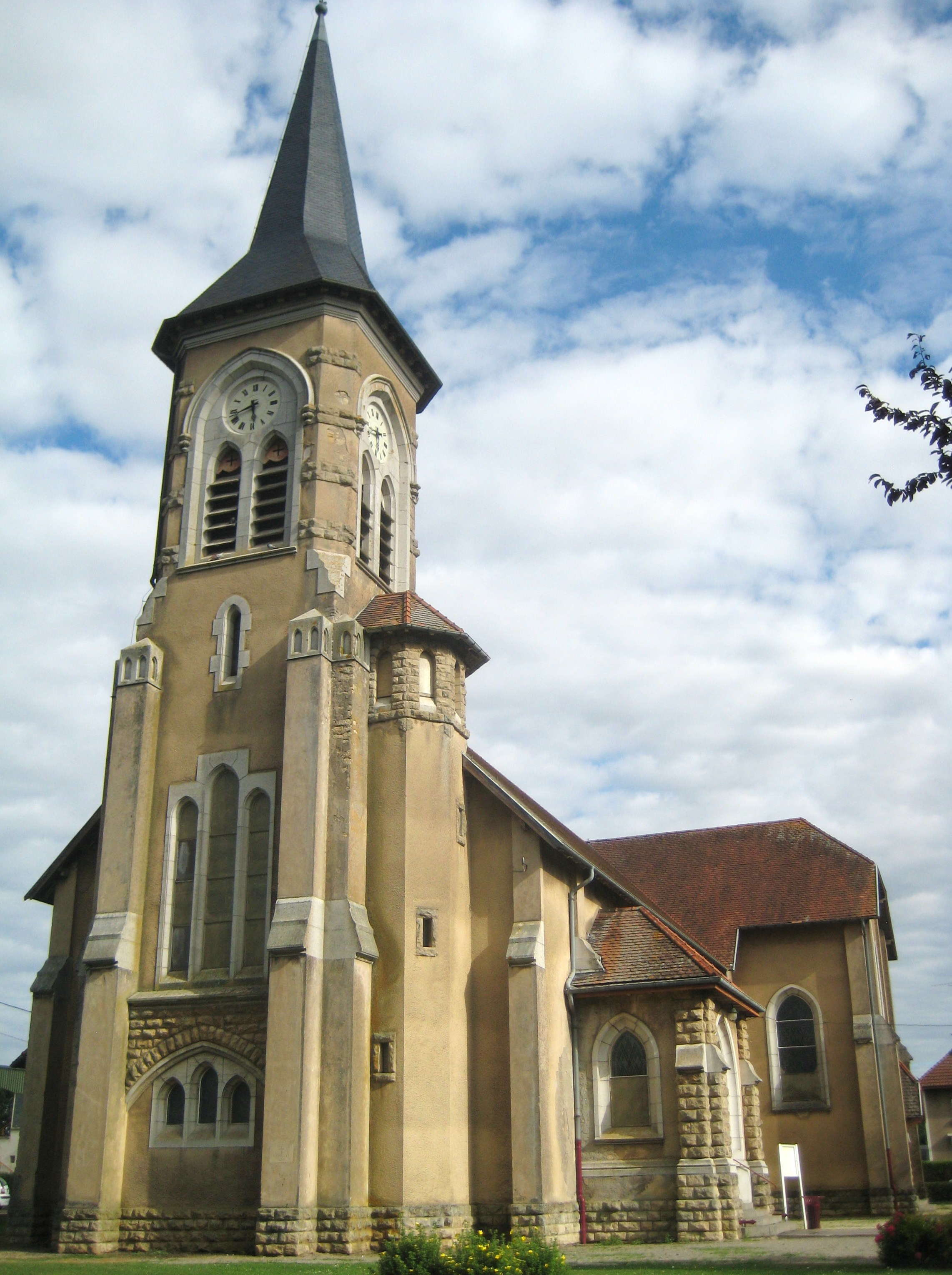
Pfarrkirche Saint-Nicolas
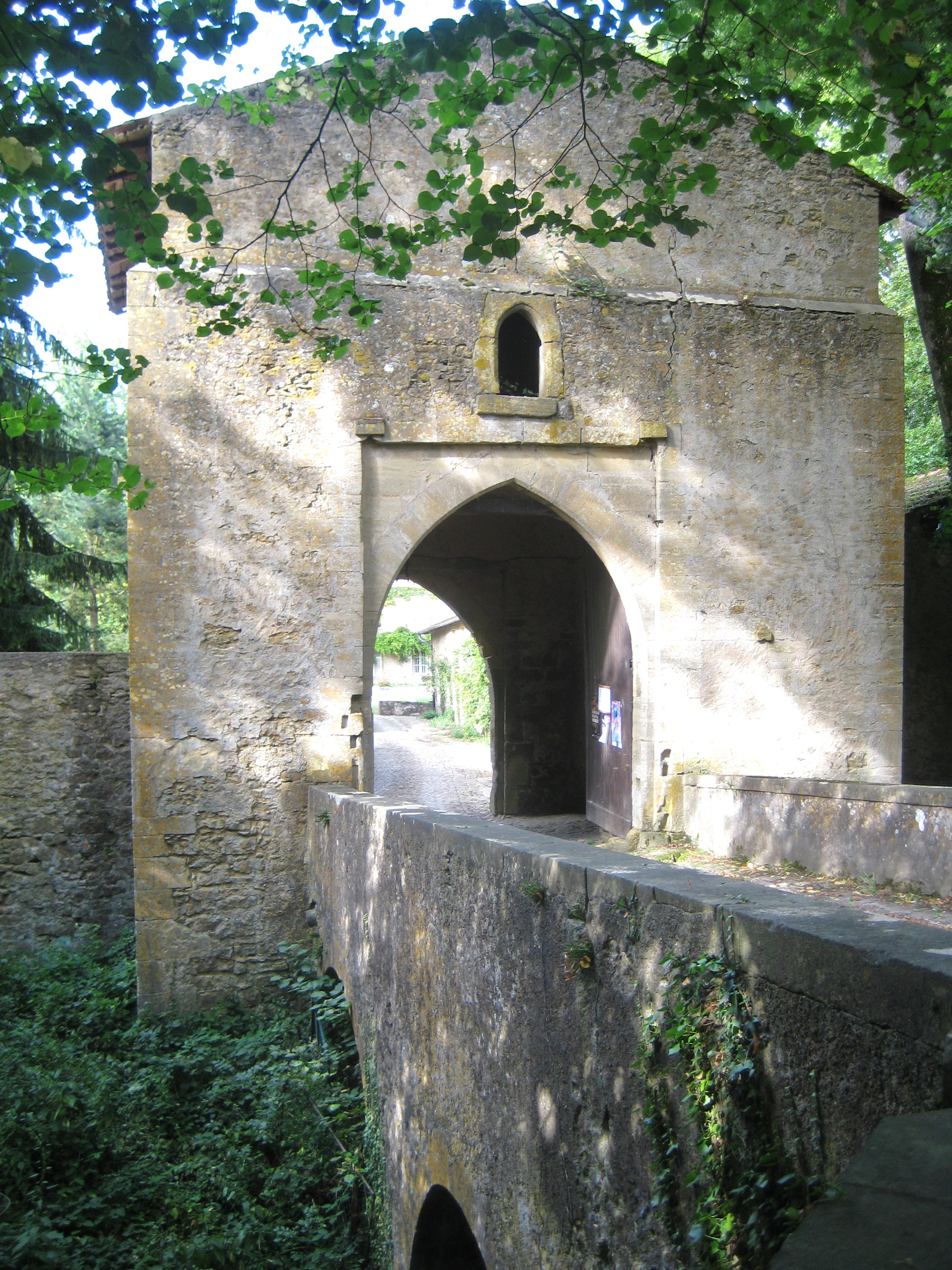
Tor zum Schloss Tichemont

## Verkehr
Der westlich gelegene Haltepunkt Giraumont lag an der Bahnstrecke Saint-Hilaire-au-Temple–Hagondange, der südlich gelegene Haltepunkt Giraumont-Village („Giraumont-Dorf“) an der Bahnstrecke Conflans-Jarny–Metz.

## Persönlichkeiten
- Bruno Rodzik (1935–1998), französischer Fußballspieler, geboren in Giraumont
- Jean-Claude Piumi (1940–1996), französischer Fußballspieler, geboren in Giraumont
- Bernard Zénier (* 1957), französischer Fußballspieler, geboren in Giraumont